# Hambach (Francia)
 Hambach  es una población y comuna francesa, en la región de Lorena, departamento de Mosela, en el distrito de Sarreguemines y cantón de Sarreguemines-Campagne.

## Demografía
| 1703 | 1887 | 2002 | 2135 | 2152 | 2501 |
| Para los censos de 1962 a 1999 la población legal corresponde a la población sin duplicidades (Fuente: INSEE [Consultar]) |      |      |      |      |      |